# Коротков Анатолій Єгорович
Коротков Анатолій Єгорович (нар.20 січня 1944, с. Себякіно, Орловська область, РРФСР, СРСР) — радянський і український танцівник, хореограф, педагог та громадський діяч, професор, завідувач кафедри хореографічних дисциплін Центральноукраїнського державного педагогічного університету ім. Володимира Винниченка. Директор Кіровоградського обласного загальноосвітнього навчально-виховного комплексу гуманітарно-естетичного профілю, художній керівник народного хореографічного ансамблю «Пролісок». Заслужений працівник культури УРСР (1980). Народний артист України (1994). Кавалер ордену «За заслуги» II та ІІІ ступеня.

## Життєпис

### Молоді роки
Анатолій Коротков народився 20 січня 1944 року у с. Себякіно на Орловщині в Росії.
1960 року закінчив ремісниче училище у м. Орел, отримавши фах слюсаря-інструментальника, і за розподілом був направлений на завод імені Куйбишева в Омську.
Протягом 1963—1966 року служив у лавах Радянської Армії у військовому ансамблі пісні й танцю в м. Вінниці.
У 1967 року почав працювати керівником дитячих хореографічних колективів у Кіровограді (Кропивницькому).
1974 року закінчив Кіровоградський державний педагогічний інститут ім. О. С. Пушкіна, спеціальність «Російська мова і література».

### Ансамбль Пролісок
У 1970 року за його ініціативи при Кіровоградському будинку піонерів був створений хореографічний ансамбль «Пролісок». Під керівництвом Анатолія Короткова колектив став переможцем та лауреатом багатьох міжнародних конкурсів та фестивалів, а також гастролював у Росії, Прибалтійських країнах, Болгарії, Німеччині, Югославії, Франції, Японії, Нідерландах, Бельгії, Греції, Марокко, Італії тощо.
Завдяки досягненням колективу у Кіровоградському державному педагогічному інституті ім. О. С. Пушкіна було створено кафедру хореографічних дисциплін.

### Школа мистецтв
Анатолій Коротков став ініціатором відкриття у 1990 році Кіровоградської обласної школи мистецтв, яка у 1996 році була реорганізована у Кіровоградський обласний загальноосвітній навчально-виховний комплекс гуманітарно-естетичного профілю (гімназія-інтернат-школа мистецтв). З часу заснування навчального закладу він є його директором. Завдяки його старанням було створено міцну матеріально-технічну базу закладу та згуртовано професійний педагогічний колектив.

### Науковий доробок
У 1991 році йому було присуджене вчене звання доцента, а 1996 року — професора.
У 1994 року Анатолій Коротков став завідувачем кафедри хореографічних дисциплін (нині — хореографічного відділення мистецького факультету Центральноукраїнського державного педагогічного університету імені Володимира Винниченка.
А. Коротков є автором низки 2-х навчальних посібників, кількох методичних посібників, низки методичних розробок та програм для студентів, вчителів з хореографії та хореографічних дисциплін вишів.
- Календарні свята та звичаї українського народу. — Кіровоград, 2003.
- Календарні свята та звичаї українського народу. — Кіровоград, 1997.
- Методика викладання хореографії в 1-4 класах загальноосвітніх шкіл та гуртках позашкільних закладів. — Кіровоград, 2004
- Перші кроки до майстерності. — Кіровоград, 2006.
- «Теорія та методика викладання народно-сценічного танцю» для студентів педагогічних університетів (Кіровоград, 2002)

Також брав участь у розробці державних стандартів вищої освіти з хореографії.
Багато учнів Анатолія Короткова стали відомими керівниками хореографічних колективів, артистами балету.

### Громадська робота
- Депутат Кіровоградської обласної ради двох скликань (1990–1998)
- У 2005 році став головою Кіровоградського обласного осередку Національної хореографічної спілки України

### Нагороди
- Заслужений працівник культури УРСР (1 вересня 1980 року)
- Народний артист України — «За особистий внесок у розвиток національного мистецтва» (травень 1994 року)[3]
- Орден «За заслуги» III ступеня (серпень 1996 року).
- Орден «За заслуги» II ступеня (2009).
- Лауреат Премії Верховної Ради України (2010)[4]
- Грамота Президії Верховної Ради України
- Медаль «За трудову відзнаку»
- Почесна відзнака «Честь і слава Кіровоградщини» (2007)
- Лауреат обласної педагогічної премії імені В. О. Сухомлинського
- Лауреат обласної премії імені В. Винниченка
- Відзнака Президента України — ювілейна медаль «25 років незалежності України» (2016) — за значні особисті заслуги у становленні незалежної України, утвердженні її суверенітету та зміцненні міжнародного авторитету, вагомий внесок у державне будівництво, соціально-економічний, культурно-освітній розвиток, активну громадсько-політичну діяльність, сумлінне та бездоганне служіння Українському народу[5]

### Родина
Анатолій Коротков одружений. Має сина Андрія, який викладає у Кіровоградському обласному загальноосвітньому навчально-виховному комплексі вчителем хореографії.